# Тит Квинкций Цинциннат Капитолин (военный трибун 368 года до н. э.)
Тит Квинкций Цинциннат Капитолин (лат. Titus Quinctius Cincinnatus Capitolinus; V — IV века до н. э.) — римский политический деятель из патрицианского рода Квинкциев, военный трибун с консульской властью 368 года до н. э.
Во время трибуната Тита Квинкция обострилась борьба вокруг законопроектов Секстия и Лициния о допуске плебеев к консульству и других мерах для улучшения положения плебса. Поэтому дважды назначались диктаторы. Роль Квинкция в этих событиях неизвестна.
В 367 году Тит Квинкций стал начальником конницы при Марке Фурии Камилле, назначенном диктатором для войны с галлами (при этом Тит Ливий называет начальником конницы Тита Квинкция Пена). Галлы были разбиты в Альбанской области, и Квинкций принял участие в триумфе, присуждённом его командиру.
Исследователи допускают, что Цинциннат Капитолин может быть одним лицом с Титом Квинкцием, которого Тит Ливий упоминает как дуумвира в связи с событиями 367 года до н. э. Этот магистрат освятил храм Марса, построенный во исполнение обета времён галльской войны.